# Mikołaj (Nalimow)
Mikołaj, imię świeckie Nikołaj Aleksandrowicz Nalimow (ur. 7 czerwca?/19 czerwca 1852 w Nowej Ładodze, zm. 30 czerwca?/13 lipca 1914) – rosyjski biskup prawosławny.

## Życiorys
Urodził się w rodzinie kapłana prawosławnego. W 1877 ukończył Petersburską Akademię Duchowną z tytułem kandydata nauk teologicznych, po czym został zatrudniony jako nauczyciel szkoły duchownej św. Aleksandra Newskiego w Petersburgu. Od 1878 wykładał w seminarium, którego był absolwentem. Cieszył się znaczną sympatią i autorytetem wśród słuchaczy seminarium.
8 czerwca 1885 złożył wieczyste śluby mnisze, zaś 12 czerwca tego samego roku został wyświęcony na hieromnicha. W styczniu roku następnego objął stanowisko rektora seminarium duchownego w Smoleńsku, zaś 26 stycznia tego samego roku otrzymał godność archimandryty. Od 1889 był rektorem seminarium duchownego w Petersburgu. 5 sierpnia 1890 został wyświęcony na biskupa ładoskiego, wikariusza eparchii petersburskiej. Od 1892 był biskupem gdowskim, wikariuszem tejże eparchii.
W 1893 objął katedrę saratowską i carycyńską, zaś od 1899 do 1905 był biskupem fińskim i wyborskim. 8 kwietnia 1905 został wyznaczony na ordynariusza eparchii twerskiej i kaszyńskiej, jednak już w lipcu tego samego roku mianowano go egzarchą Gruzji, arcybiskupem kartlińskim i kachetyńskim. W 1906 został arcybiskupem włodzimierskim i suzdalskim. Zmarł w 1914 i został pochowany w Ławrze św. Aleksandra Newskiego.